# オール・トゥゲザー・ナウ (アルバム)
| 専門評論家によるレビュー | 専門評論家によるレビュー |
| レビュー・スコア         | レビュー・スコア         |
| 出典                     | 評価                     |
| ------------------------ | ------------------------ |
| Allmusic                 | [ 1 ]                    |

オール・トゥゲザー・ナウ (All Together Now) は、1972年にリリースされた、イギリスのロックバンド、アージェントによる3枚目のアルバムである。これはアージェントで最初にヒットしたアルバムで、最も成功し、イギリスとアメリカのシングルチャートで5位に達したシングル「ホールド・ユア・ヘッド・アップ」が収録されている。他に、「トラジティ（悲劇）」、「アイ・アム・ザ・ダンス・オブ・エイジズ」、「ヒーズ・ア・ダイナモ」が収録される。
1997年にKOCHレコーズにより、『オール・トゥゲザー・ナウ』CD盤が再リリースされた。これには、レコード盤オリジナルの7曲に加え、新たに7トラックが追加された。ボーナストラックには、キッスによるカバー/リメイクで知られるようになったアージェントのベストソングの1つ「ゴッド・ゲイヴ・ロックンロール・トゥ・ユー」も収録されている。2009年には、再結成したMR. BIGが「ホールド・ユア・ヘッド・アップ」のカバーをレコーディングし、ツアーの間中演奏した。ユーライア・ヒープも1989年のアルバム『レイジング・サイレンス』でこの曲をカバーしている。
Q&モジョクラシック・スペシャル・エディション「ピンク・フロイド&プログ・ロックのストリー」の、「壮大なロックアルバム40」で33番目にランクされた。
ステッペンウルフは、1982年にアルバム『ウルフトラックス』で「ホールド・ユア・ヘッド・アップ」をカバーしている。

## 収録曲
1. ホールド・ユア・ヘッド・アップ - "Hold Your Head Up" (Rod Argent, Chris White) - 6:18
2. キープ・オン・ローリン - "Keep On Rollin'" (Argent, White) - 4:32
3. トラジティ（悲劇） - "Tragedy" (Russ Ballard) - 4:50
4. アイ・アム・ザ・ダンス・オブ・エイジズ - "I Am the Dance of Ages" (Argent, White) - 3:46
5. ビー・マイ・ラヴァー、ビー・マイ・フレンド - "Be My Lover, Be My Friend" (Argent, White) - 5:21
6. ヒーズ・ア・ダイナモ - "He's a Dynamo" (Ballard) - 3:48
7. ピュア・ラヴ - "Pure Love" (Argent, White) - 13:07

ボーナストラック
1. セレブレイション - "Celebration" (Argent, White) - 2:54
2. キングダム - "Kingdom" (Argent, White) - 3:09
3. クローザー・トゥ・ヘヴン - "Closer to Heaven" (Ballard) - 3:31
4. リジョイス - "Rejoice" (Argent, White) - 3:47
5. ゴッド・ゲイヴ・ロックンロール・トゥ・ユー - "God Gave Rock and Roll to You" (Ballard) - 6:45
6. クリスマス・フォア・ザ・フリー - "Christmas for the Free" (Argent, White) - 4:16
7. イッツ・オンリー・マネー・パートII - "It's Only Money (Part 2)" (Ballard) - 5:15

## 担当
- ロッド・アージェント – オルガン、電子ピアノ、ヴォーカル
- ラス・バラード – ギター、ピアノ (on track 3)、ヴォーカル
- ジム・ロッドフォード – ベースギター、ギター、ヴォーカル
- ロバート・ヘンリット – ドラム、パーカッション